# San Pietro di Zuri
San Pietro di Zuri ist die späteste der romanischen Kirchen Sardiniens. Sie liegt in Zuri, einer Fraktion von Ghilarza in der Provinz Oristano. 

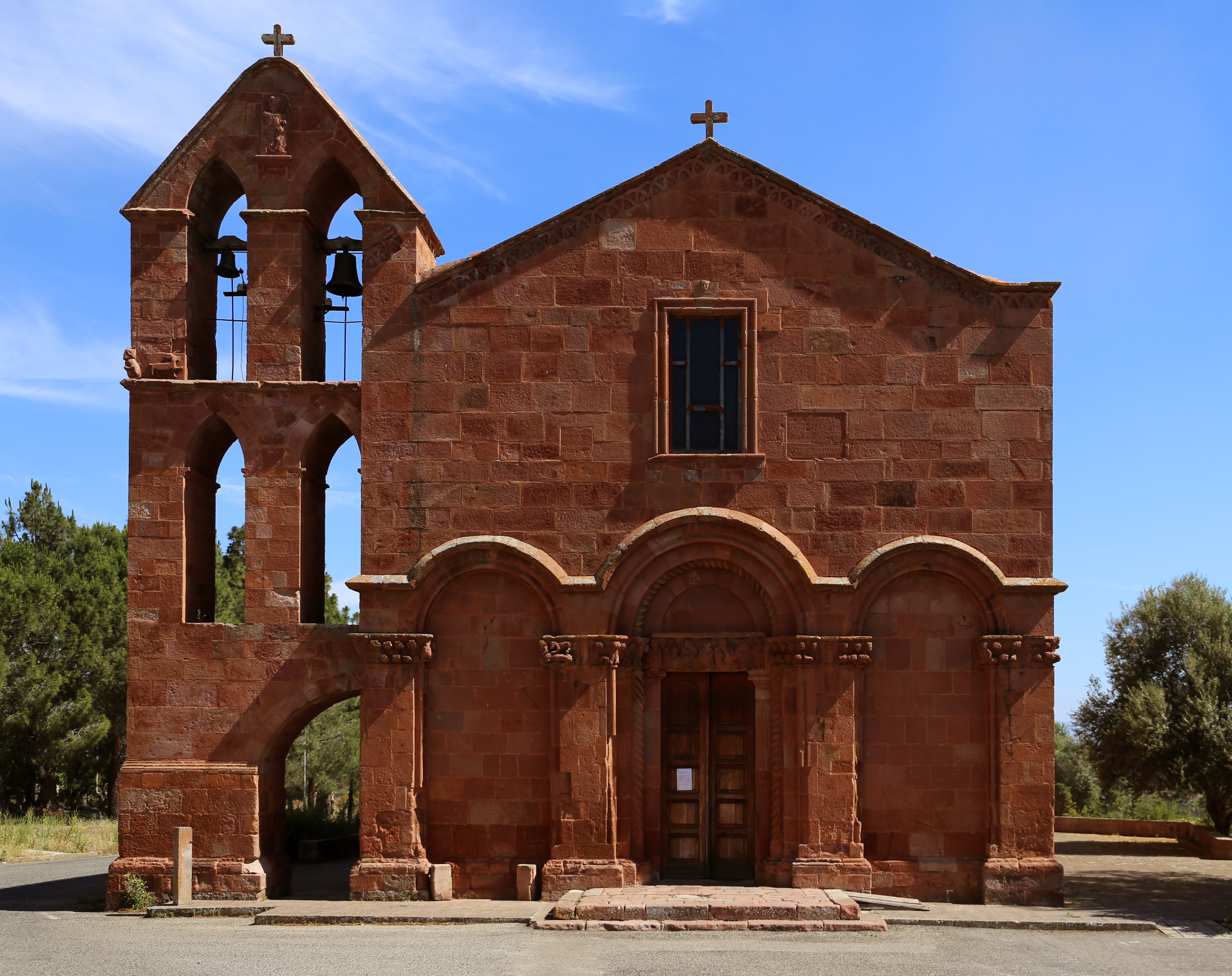
San Pietro di Zuri

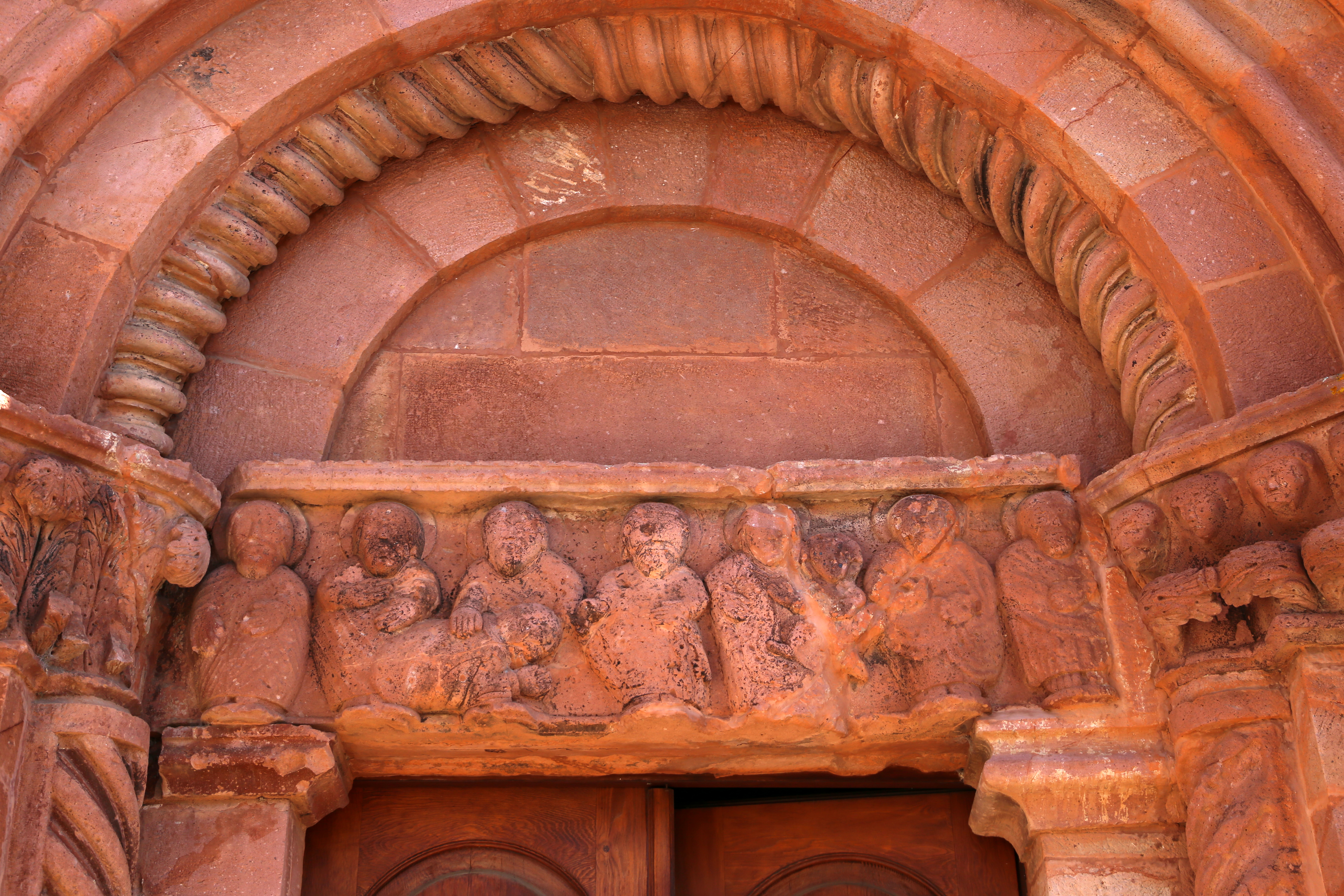
Architrav

Als 1923, der Stausee Lago Omodeo am mittleren Tirso der Vollendung entgegenging, musste die Ortschaft Zuri, dem zu dieser Zeit größten künstlichen See Europas, weichen. Die aus rotem Trachyt errichtete Pfarrkirche zerlegte man und setzte sie auf der Hochfläche am Ortsrand des neuen Ortes Zuri wieder zusammen. 
Aus der Gründungsinschrift von San Pietro geht hervor, dass die von Anselmo di Como (nicht zu verwechseln mit dem gleichnamigen Philosophen) erbaute Kirche im Jahre 1291 fertig wurde. Außer dem Bauherrn, dem Richter Marianus II. von Arborea (gest. 1297), dem auch die Vollendung von San Pantaleo in Dolianova zu verdanken ist, erwähnt die Inschrift den Bischof von Santa Giusta und die Äbtissin Sardigna de Lacon.
Die Entstehung San Pietros in frühgotischer Zeit, wird durch die Helligkeit des Innenraums, die weiten Kleeblattfenster und die Raumauffassung des gestreckten einschiffigen Baukörpers augenfällig. Länge und Breite stehen im Verhältnis von etwa 4:1 (7,5 × 26,9 m). Bei romanischen Kirchen waren allerhöchstens Werte von 3:1 üblich. Die knolligen, gotischen Kriechblumen ähnelnden Akanthusblätter, die die Kapitelle und Gesimse zieren, bestätigen die zeitliche Einordnung. 
Ansonsten war der Baumeister dem romanischen Stil verhaftet. Der umlaufende Kreuzbogenfries und die drei Bogenstellungen im unteren Teil der Fassade sind mit der Front von San Pietro Extramuros in Bosa verwandt. Die hohen vollkommen romanischen Blendarkaden der Seitenwände sind mit den pisanischen, „alla lombarda“ geformten Bögen an der Südwand von San Nicola in Ottana vergleichbar. Anzunehmen ist, dass der bautechnisch nicht sehr versierte Anselmo di Como sich stilistisch im nahen Ottana orientierte. Wie sich bei der Versetzung der Kirche herausstellte, hatte er sie ohne Fundamente errichtet. Das hatte zur Folge, dass die Apsis bereits im 14. Jahrhundert erneuert werden musste. Ihre Dachhalbkugel wurde beibehalten, während die Wände nach katalanischer Manier in Form eines halben Hexagons ausgeführt wurden. Im Jahre 1830 musste die Südwand, die sich nach außen geneigt hatte, neu gebaut werden.
Anselmi di Como war eher Bildhauer als Baumeister, denn in seinen Skulpturen, die auch im Rahmen der lombardischen Plastik des Festlandes bedeutsam sind, zeigt er größeres Können. Seine lombardische Herkunft verrät die Fassade, deren glattes Oberteil, früher mit einem Zwillingsfenster aufgelockert, massig auf den drei Arkaden lastet. Diese sind, noch mehr als die Blendbögen der Seitenwände, nach lombardischer Art tief eingeschnitten und für eine kräftige Schattenwirkung strukturiert. Dies zeigt besonders das Reliefband, im Bereich des Architravs, das Petrus, Maria mit Kind, die Apostel und eine kniende Klosterfrau zeigt. Die kugeligen Figuren mit ihren kräftigen Grundformen, auf denen die Details nur als Ritzungen ausgeführt sind, erinnern sehr an gnomenhafte Formen. Auffälligster Teil der Fassade ist der angefügte Glockengiebel.
Von Anselmo stammen auch der Rundtanz (ballo sardo oder su ballu tundu) am rechten hinteren Eckpfeiler und die rechte Knotensäule mit Blattkapitell der gotischen Nische der Apsis (die linke ist eine spätere Nachempfindung). Außerhalb des Judikats Arborea blieb der bedeutende, aber zu späte Kirchenbau ohne Resonanz.
Aus dem nahe gelegenen versteinerten Wald von Zurri-Soddi rettete man einige versteinerte Baumstämme vor den Fluten und stellte sie unweit von San Pietro am Dorfplatz als Zeugen der tropischen Vegetation Sardiniens im Miozän auf.